# Ivy Mike

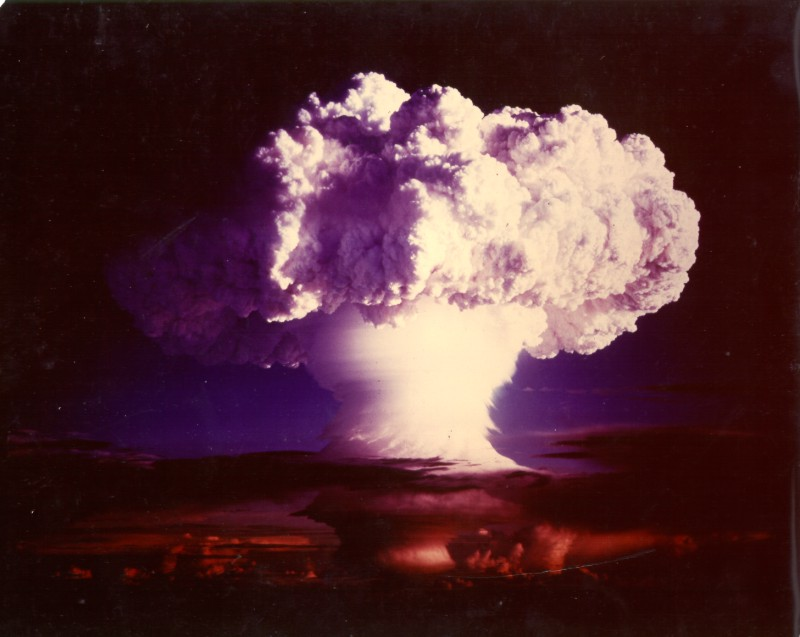
Az Ivy Mike kísérleti robbantás gombafelhője

Ivy Mike volt a kódneve az Egyesült Államok első hidrogénbombatesztjének. A bombát 1952. november elsején robbantották fel a csendes-óceáni Enewetak-atollon az Ivy hadművelet részeként. Ez volt az első teszt, amelyben egy Teller–Ulam típusú lépcsős fúziós szerkezetet próbáltak ki és általában ezt tartják az első sikeres hidrogénbombatesztnek, amelyben a robbanás hatóerejének jelentékeny része származott magfúzióból.
A szerkezet méretei és fúziós üzemanyaga (kriogenikus folyékony deutérium) miatt nem volt bevethető termonukleáris fegyverként; kizárólag egy rendkívül óvatos kísérletnek szánták, hogy jóváhagyják a megatonnás nagyságrendű robbantások koncepcióját.

## A szerkezet jellegzetességei és előkészületek

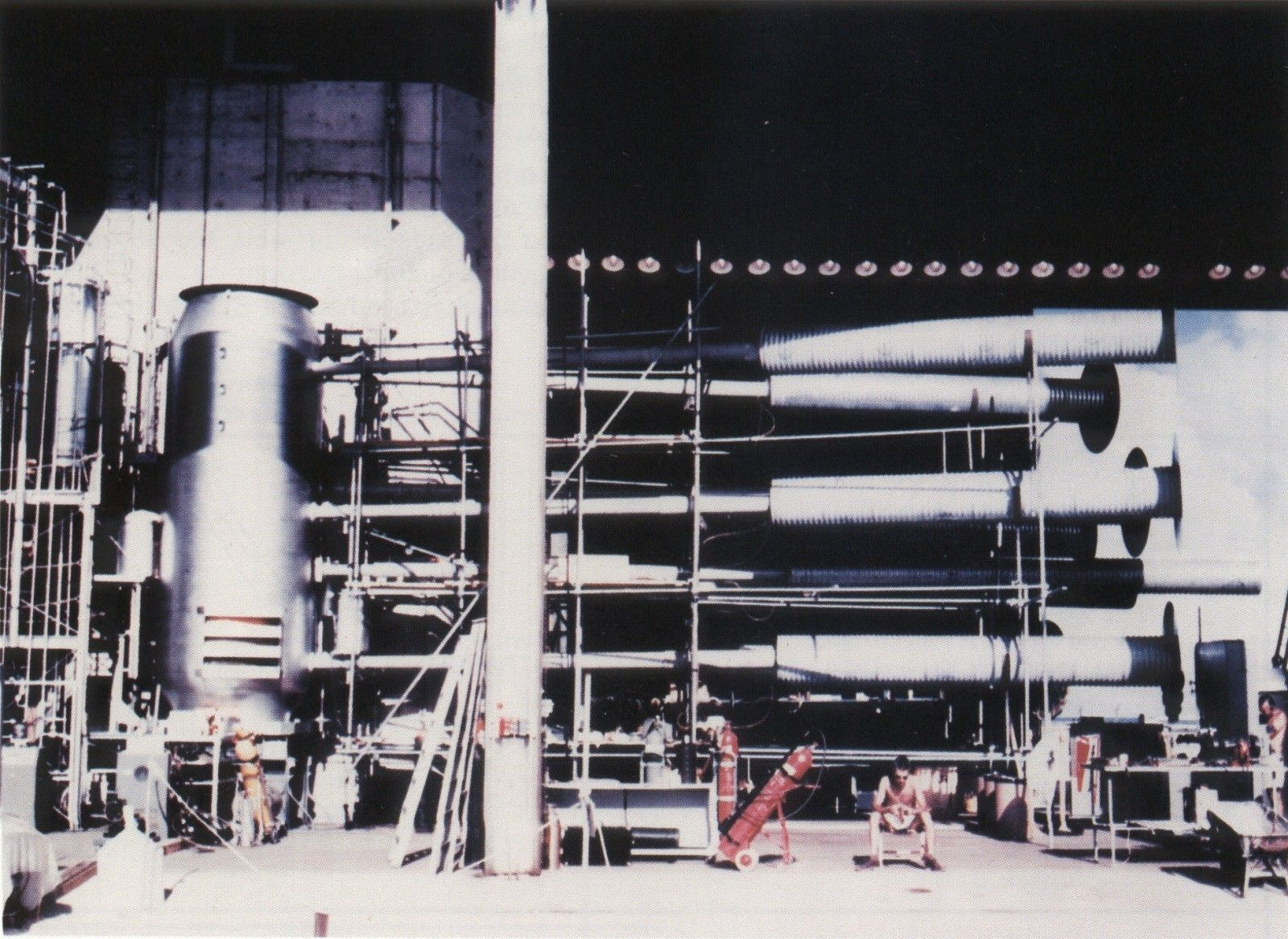
A képen a „Sausage” („Kolbász”) szerkezet burkolata látható a hozzá kapcsolódó műszerekkel és kriogenikus felszereléssel. A kiálló hosszú csövek fogják fel a robbanás utáni sugárzás („Teller fény”) első részleteit. A kép jobb alsó részén ülő ember viszonylagos mérete jól szemlélteti a berendezés nagyságát.

A 62 tonnás Mike szerkezet tulajdonképpen egy épület volt, ami jobban hasonlított egy gyárra, mint egy bombára. Jelentések szerint orosz mérnökök a szerkezetet gúnyosan termonukleáris berendezésként emlegették. A közepén egy óriási, henger alakú termosz helyezkedett el, amibe a kriogenikus deutériumot tették. A nehéz kezelhetősége ellenére azért választották ezt a folyékony üzemanyagot, mert leegyszerűsítette a kísérletet és az eredményeket könnyebben vizsgálhatóvá tette. A berendezés tetején elkerítve (a megfagyást és ezáltal a működésképtelenséget elkerülendő) kapott helyet egy szokványos TX-5 fissziós bomba, amelynek szerepe a magfúzióhoz szükséges körülmények létrehozása volt. A termosz közepén egy henger alakú, plutóniumból készült rúd haladt keresztül (a „gyertya”), aminek a magfúzió beindításában volt szerepe. A tartályt egy 4,5 tonnás urán köpeny borította. Ezt kívülről ólom és polietilén hab lapokkal fedték le, amik egy sugárzási csatornát hoztak létre a fissziós bomba robbanásából származó röntgensugarak számára, amelyek ezáltal a tartályba vezetődve a deutériumot és a plutóniumrudat összenyomva beindíthatták a magfúziót. A legkülső réteg egy 25–30 cm vastag acélból álló tok volt. A „Sausage”-nak („Kolbász”) elnevezett berendezés átmérője 2,03 méter, hossza 6,19 méter volt és körülbelül 54 tonnát nyomott. Az egész Mike szerkezet (a kriogenikus felszereléssel együtt) 73,8 tonnás volt és egy nagyméretű alumínium hullámlemezekből készült épületben, az úgynevezett robbantási kabinban helyezték el, amit az Enewetak-atoll részét képező Elugelab szigeten állítottak fel.
Egy 2,7 kilométer hosszú töltésút kötötte össze Elugelab, Teiter, Bogairikk és Bogon szigeteket. Az út tetején egy alumínium-burkolatú furnércső húzódott végig, amit hélium tartalmú ballonokkal töltöttek meg. Ez lehetővé tette, hogy a robbanás során kibocsátott neutron- és gamma-sugárzás akadályok nélkül jusson el a Bogon szigeten felállított személyzet nélküli mérőállomásra.
A tesztben összesen 9350 katonai és 2300 civil személy vett részt. Az Enewetak-atolltól délre elhelyezkedő Parry szigeten egy nagyméretű üzemet létesítettek, ahol a szerkezet hűtéséhez szükséges folyékony hidrogént, valamint az üzemanyagként szolgáló folyékony nehézhidrogént állították elő.

## A robbantás

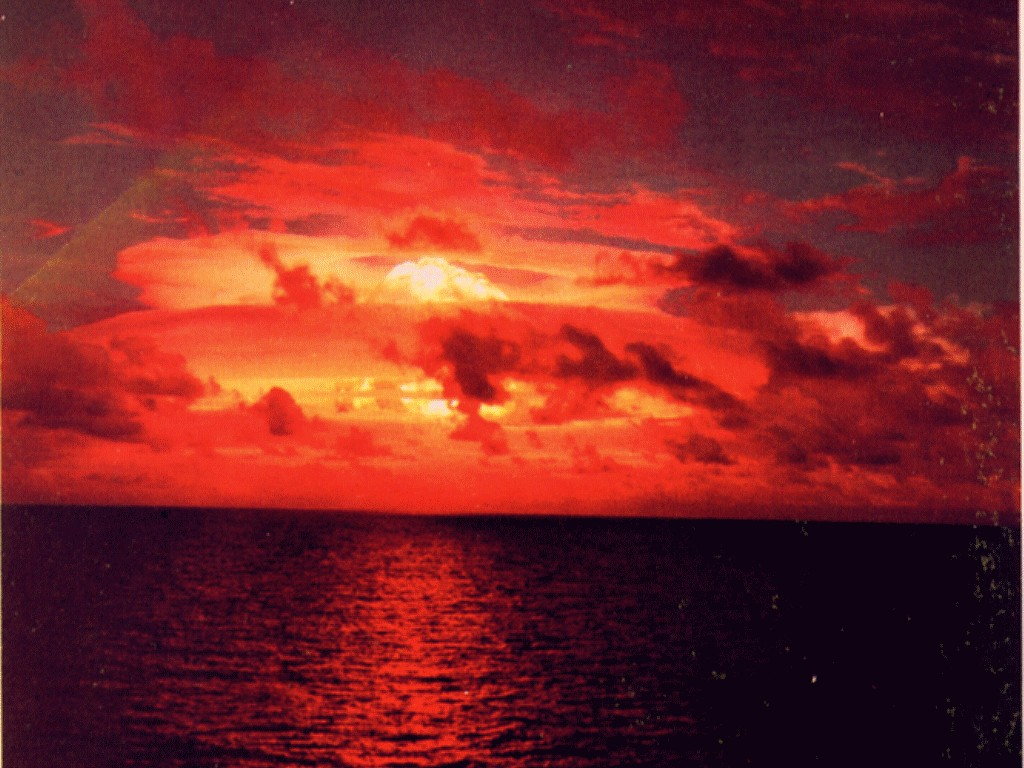
A robbanásról készült felvétel

A robbantást 1952 november elsején, helyi idő szerint reggel 07:15-kor (greenwichi középidő szerint október 31-én 19:15-kor) hajtották végre. A robbanás hatóereje becslések szerint 10,4-12 megatonna volt. A végső energiahozam 77%-át azonban az urán burkolat gyors hasadása szolgáltatta, ami nagy mennyiségű radioaktív kihullási terméket eredményezett.
A tűzgömb körülbelül 5,2 km széles volt, a gombafelhő pedig kevesebb, mint 90 másodperc alatt 17 km magasságba emelkedett. Egy perccel később 33 km magasságot ért el, mielőtt 37 km magasan stabilizálódott volna. Ekkor a felhő teteje nagyjából 160 km átmérőjű volt, a szára pedig 30 km.
A robbanás egy 1,9 km széles és 50 m mély krátert hozott létre az Elugelab sziget helyén. A robbanás által keltett légnyomás és tengeri hullámok a teszt-szigetekről minden növényzetet letéptek. A robbanás központjától 50 km távolságban elhelyezett hajókra radioaktív korall törmelék hullt és az atoll körüli terület súlyosan szennyezett lett. A robbanás helyén az intenzíven koncentrálódó neutronfluxus két új kémiai elemet (einsteinium és fermium) eredményezett.

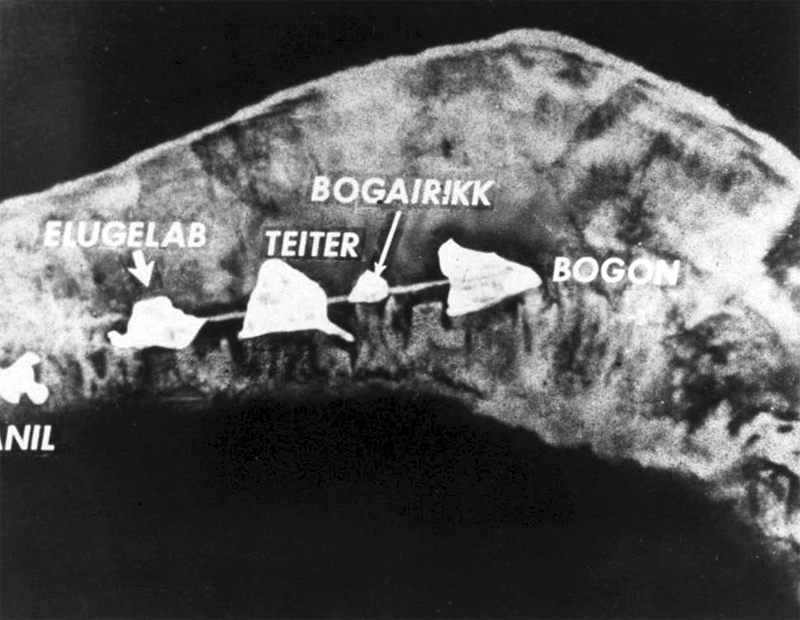
Az Enewetak-atoll az Ivy Mike robbantás előtt. Az Elugelab sziget a bal oldalon látható.
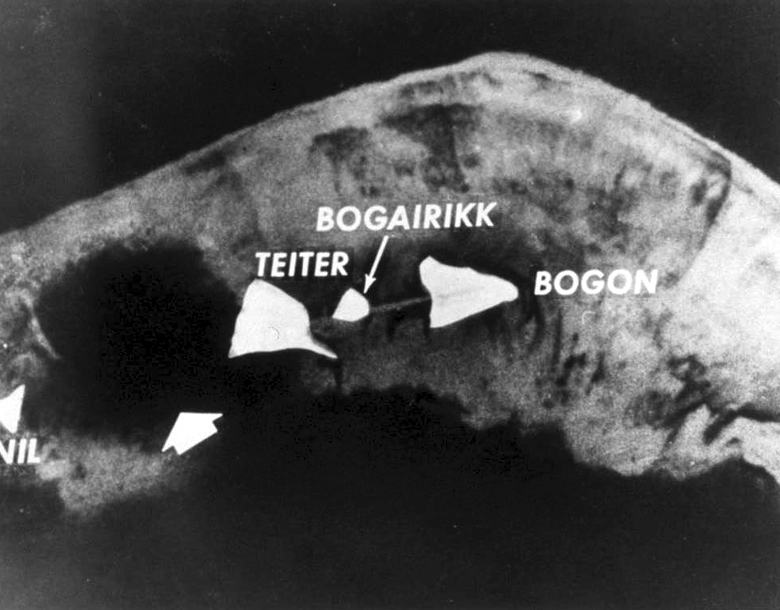
Az Enewetak-atoll a robbantást követően. Az Elugelab sziget helyén hatalmas kráter figyelhető meg.

## Külső hivatkozások
- Operation IVY (1952) dokumentumfilm (1 órás változat) (angolul)
- Operation IVY (1952) dokumentumfilm (27 perces változat) (angolul)
- Operation Ivy (angolul)
- A tesztről készült videófelvétel Archiválva 2012. február 6-i dátummal at the Library of Congress

## Fordítás
- Ez a szócikk részben vagy egészben  az   Ivy Mike című angol Wikipédia-szócikk fordításán alapul.  Az eredeti cikk szerkesztőit annak laptörténete sorolja fel. Ez a jelzés csupán a megfogalmazás eredetét és a szerzői jogokat jelzi, nem szolgál a cikkben szereplő információk forrásmegjelöléseként.